# 8
| 8                  |
| ------------------ |
| Dødsfald - Fødsler |
|                    |

| Gregoriansk kalender | 8 VIII                  |
| Ab urbe condita      | 761                     |
| Armensk kalender     | I/T                     |
| Kinesiske kalender   | 2704 – 2705 丁卯 – 戊辰 |
| Etiopisk kalender    | 0 – 1                   |
| Jødisk kalender      | 3768 – 3769             |
| Hindukalendere       |                         |
| - Vikram Samvat      | 63 – 64                 |
| - Shaka Samvat       | N/A                     |
| - Kali Yuga          | 3109 – 3110             |
| Iransk kalender      | 614 BP – 613 BP         |
| Islamisk kalender    | 633 BH – 632 BH         |

Se også 8 (tal)

## Begivenheder
- Ovid forvises til Sortehavet.